# مارو بالیک
مارو بالیک (انگلیسی: Maro Balić؛ زادهٔ ۵ ژوئن ۱۹۷۱) بازیکن واترپلو اهل کرواسی است.